# Wolfgang Stock (Ingenieur)
Wolfgang Otto Werner Stock (* 13. Februar 1929 in Breslau; † 18. September 2005) war ein deutscher Ingenieur und Hochschullehrer.

## Leben
Stock legte 1947 in Senftenberg das Abitur ab, danach ließ er sich im Senftenberger Tagebau Tatkraft zum Betriebselektriker ausbilden.  Von 1949 bis 1954 studierte er Starkstromtechnik an der TH Dresden. Er blieb in Dresden und arbeitete zehn Jahre lang am Institut für elektrische Maschinen und Antriebe. Im Jahr 1964 wurde er zum Dr.-Ing. promoviert.
Ab Herbst 1964 wirkte er zwei Tage pro Woche als wissenschaftlicher Mitarbeiter am Institut für Elektrotechnik der Bergakademie Freiberg, außerdem arbeitete er im VEB Starkstrom-Anlagenbau Dresden. Im Dezember 1966 erwarb er in Freiberg die Habilitation, und im September 1967 berief ihn die Bergakademie zum Professor mit Lehrauftrag für Elektrische Maschinen und Antriebe. Nach der Dritten Hochschulreform der DDR im Jahr 1968 wurde er Direktor der neu gegründeten Sektion Maschinen- und Energietechnik, im Folgejahr wurde er zum ordentlichen Professor für Elektrische Maschinen und Antriebe berufen. Von 1991 bis 1994 wirkte Wolfgang Stock als Prodekan der Fakultät für Technische Wissenschaften, außerdem leitete er das Institut für Elektrotechnik. 1992 wurde er zum Professor für Elektrotechnik berufen, im März 1995 wurde er emeritiert. Er starb am 18. September 2005.

## Ehrungen
- Jungaktivist (1949)
- Aktivist (1962, 1971 und 1975)[1]

## Veröffentlichungen (Auswahl)
- Beitrag zum Betriebsverhalten und zur Bemessung der elektrischen Ausgleichswelle : unter Berücksichtigung des ohmschen Ständerwiderstandes, Dissertation, TH Dresden, 1964
- Das stationäre Betriebsverhalten von Gleichlaufschltungen mit Drehstrom-Asynchronmaschinen bei drei- einphasigem Netzanschluß, Habilitationsschrift, Bergakademie Freiberg, 1966
- Beitrag zur Berechnung des dynamischen Verhaltens von Antriebssystemen mit Drehstromasynchronmotoren. Deutscher Verlag für Grundstoffindustrie Leipzig, 1981